# Elsmore
Elsmore es una ciudad ubicada en el de condado de Allen en el estado estadounidense de Kansas. En el año 2010 tenía una población de 77 habitantes y una densidad poblacional de 192,5 personas por km².

## Geografía
Elsmore se encuentra ubicada en las coordenadas 37°47′39″N 95°8′58″O / 37.79417, -95.14944 (37.794222, -95.149458).

## Demografía
Según la Oficina del Censo en 2000 los ingresos medios por hogar en la localidad eran de $29,375 y los ingresos medios por familia eran $33,750. Los hombres tenían unos ingresos medios de $30,417 frente a los $20,625 para las mujeres. La renta per cápita para la localidad era de $20,600. Alrededor del 11.9% de la población estaban por debajo del umbral de pobreza.